# Rolandas Taraškevičius

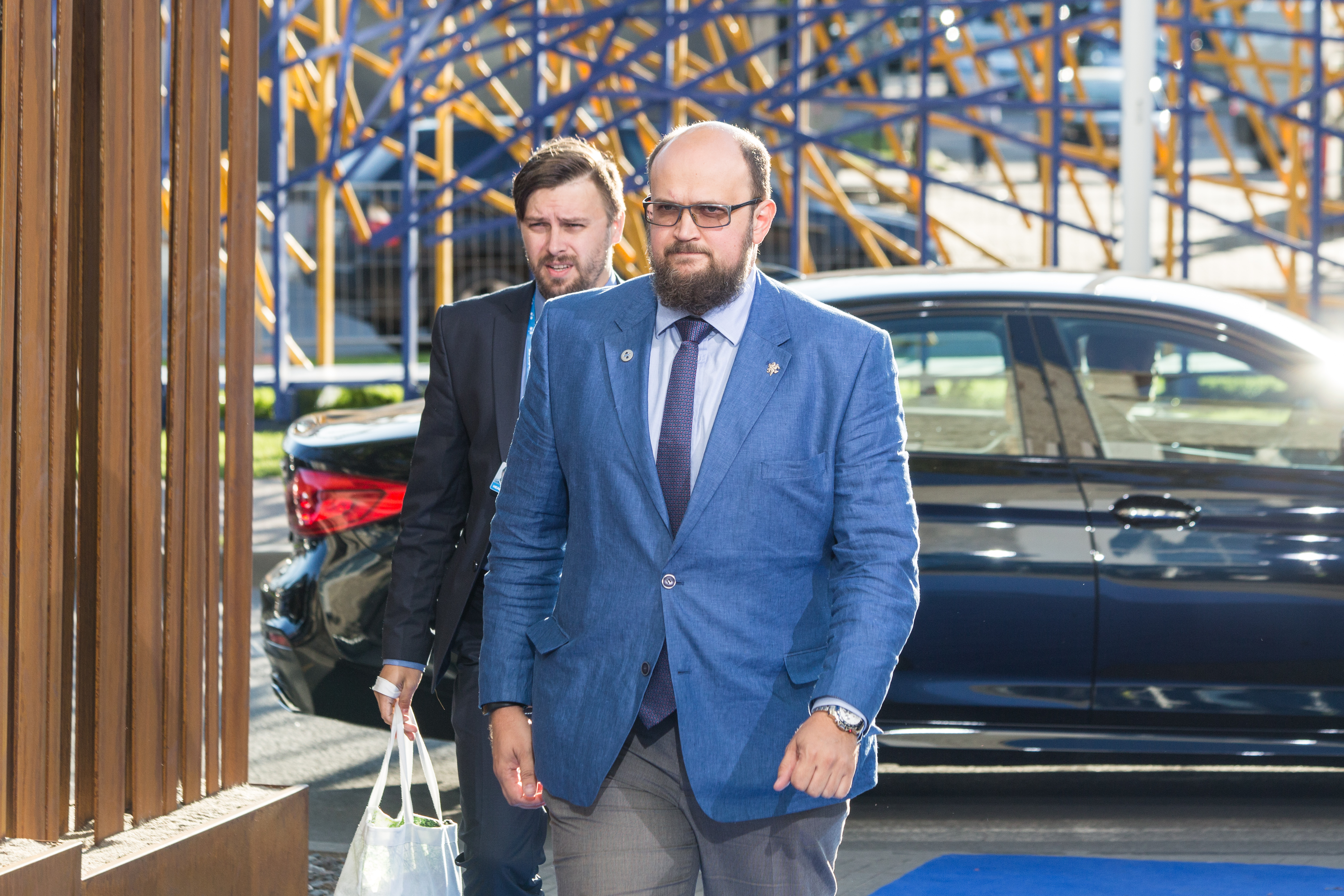
Rolandas Taraškevičius (2017)

Rolandas Taraškevičius (* 3. November 1975) ist ein litauischer Politiker, Vizeminister der Landwirtschaft.

## Leben
Nach dem Abitur 1981–1993 an der 4. Mittelschule Panevėžys  absolvierte er 1993–1998 das Bachelorstudium der englischen Sprache und Literatur an der Fakultät für Geisteswissenschaften und von 1998 bis 2001 das Masterstudium des Rechts an der Vytauto Didžiojo universitetas in Kaunas.
Ab 2004 arbeitete er am Landwirtschaftsministerium Litauens. 2007–2015 war er Landwirtschaft-Attache in der litauischen Vertretung bei EU. Seit 2017 ist er Vizeminister, Stellvertreter von Bronius Markauskas im Kabinett Skvernelis.
Taraškevičius spricht Englisch, Französisch, Russisch, Spanisch, Polnisch.

## Familie
Mit seiner Frau hat er zwei Kinder.